# 人体
人体（じんたい、英: human body）とは、人間（ヒト）の体を指す。

## 概要
「人体」という表現は医学、解剖学、生理学、生物学、工学、美術などの分野で広く用いられている。日常表現では、あえて人のそれと特定する必要もないので「からだ」「カラダ」などと呼ばれることのほうが多い。また「身体」と呼ばれることもあり、ほぼ同等の意味であることもあるが、多少用法が異なっていることもある。
人体の外観はおおまかに見ると、頭、首、胴体、両腕、両脚に分けることが可能であり、それらを「五体」と呼んでいる。生まれたばかり（新生児）の時点では平均身長は49cmほど（だが個人差が大きくて平均より10cm以上大きい状態や平均の半分しかない状態で生まれてくる子もいる）、これが成人となると平均身長は1.6m程度。統計的に見れば人体の大きさは人種によって異なっている。人体のかたちは体型と呼ばれており、これは栄養の取り方やダイエットなどの後天的な要素によってひとりひとり異なっている。人体に脂肪が過剰についている状態は肥満と呼ばれている。また体型は男女の性の別によっても違いが見られ、男性に比べて女性のほうが統計的に見て体脂肪率が高いことが多い。各部位の長さやサイズの全身に対する比率をプロポーションという。身長に対する脚の長さの比率、腕の長さの比率なども地域・人種によって傾向が異なっている（比較してみると、「アフリカ人」や「黒人」と呼ばれている人々は脚や腕がすらりと長い傾向がある）。
肌（皮膚）の色も、人種によって傾向が異なっている。

## 自然科学的説明

### 機能
人体には生物としての必要な機能である「境界維持」、「免疫」「自己修復」（いわゆる自己治癒力）、「消化」「代謝」「排泄」、「生殖」、さらに「運動」「応答性」「成長」の機能も複合的に持つ。たとえば普段は体温の維持によって基本的な代謝量の維持をはかり、ウイルスが侵入し大量に増殖した時(いわゆる「風邪」をひいた時)などには数度程度 あえて体温を上昇させることによって免疫力の増進なども行っている。
人体は、(外部からの物質としては)空気(特に酸素)、水、各種栄養素を必要としている。たとえば、タンパク質に関しては(成人で)１日あたり約70g を必要としており、それを各種酵素によってアミノ酸に分解し、人体内の各所で必要なタイプのタンパク質に再合成している。各種ビタミンも必要である。(栄養素の適切な量等については「栄養」も参照のこと)
他にも24時間周期の光(太陽光)も必要だとされている。
(人体の周囲の条件としては)適切な気温、適切な大気圧も必要である。

### 階層構造
人体を要素に分解しながら見てゆくことも可能である。以下のような階層構造も見出すことができる。
- 個体レベル、は日常生活で見ているレベルである。
- 器官系レベル (=システム。日本語ではシステムを「系」と呼ぶ）循環器系、消化器系、神経系、呼吸器系、免疫系、内分泌器系など。これらのシステムによって前述の機能を実現している。
- 器官レベル (胃、肺、心臓、耳、脳、子宮等々、次節に列挙。骨は細かく分類すると200種余りある。）
器官については後述の#器官に列挙されている。
- 組織レベル
- 細胞レベルで見れば60兆個の細胞で構成される。幹細胞、造血幹細胞、血球、神経幹細胞、神経細胞、ナチュラルキラー細胞 等々。1個の受精卵が46回細胞分裂を繰り返すと60兆個の細胞数に達する。2013年に、モデルとして30歳、身長172センチ、体重70キロの場合、細胞数は37兆2000億個と推定された[4]。
- 分子レベルで見ればほとんどが水（体重の70%とされる）。次いでタンパク質・アミノ酸・糖・ホルモン・コレステロール・ビタミンなど。また、デオキシリボ核酸(DNA)も細胞ひとつひとつに格納されている。
- 原子レベルで見れば重量比で酸素（62.6%）、炭素（19.5%）、水素（9.3%）、窒素（5.2%）、カルシウム、リンの比率が高い。

各レベル間では創発現象が起きおり、マクロからミクロレベルまで、縦方向・横方向に相互作用がある。その全体像は極めて複雑であることなどから「宇宙」に喩えられることもある。

## 人体の部分の役割、各臓器の役割
近代西洋医学においては「何の役にも立っていない」などと説明されてきた臓器がいくつもあるが、そういった臓器が、後の時代になって、実は非常に大切な役目を果たしていた、と判明するようなことはよくあることである。例えば、昭和時代まで医学部では、松果体は体に影響があるものは特に何も作っていない、と教えていたという。ところが平成以降に、松果体は重要な物質であるメラトニンを作っていることが判明した。
また、胸骨の裏側にある胸腺などもそうである。これも昭和時代までは、「子供のときにだけ役目を果たして、大人になると無用のもの」などと、医学部では教えていたが、現在では、免疫機構で重要な役目をするT細胞というリンパ球が胸腺の中で成熟していることが判っている。
本来、人体には、「いらないもの」などは無いのではないか、ただその作用が現在の科学のレベルでは検出できない、というだけのことではないか、と米山公啓は言う。
「（ある臓器は）何の役にも立っていない」というような説明は根本的な誤謬を含んでいる可能性があるので、それを信じ込むのは危険である。

## 美術

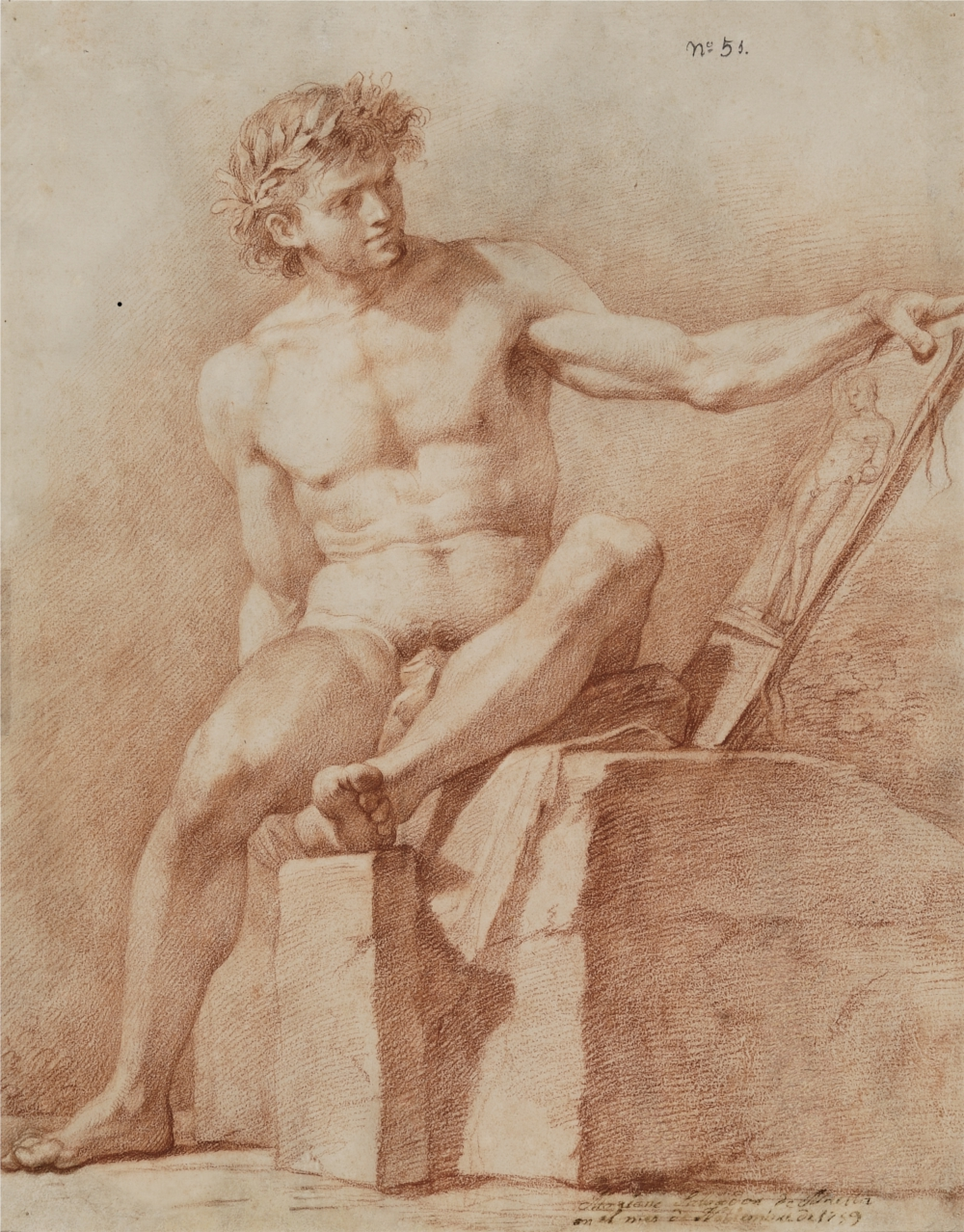
人体のデッサン

人体はデッサン、絵画、彫刻等、美術の重要なテーマのひとつである。
美術を専門的に教える学校（美術大学 等）では、カリキュラムの中に人体デッサンが含まれていることが一般的である。学生が互いに美術モデル役となって描いたり、プロの美術モデルを雇って描くなどの方法がある。「美術解剖学」などと呼ばれる分野もあり、美術を専門とする人のために書籍が出版されている。それによって人の骨格や筋肉がどのようになっているか学び、皮膚の下にどんな構造が隠れているのか意識しながら描くと、より立体的に、よりリアルに描くことができるようになる。
彫刻家などではもっぱら人体像ばかりを作っている人もかなりの割合いる。画家でも、もっぱら人体ばかり描いている人もいる。なお人体に美を見出してそれを追求している作家もいれば、反対に醜さにも着目して作品を作る作家もいる。
鑑賞者の立場に立てば、日常生活では他人のからだをじろじろと見つめるわけにはいかないが、美術作品になっていればじっくりと眺めてその美を観賞することができる。西欧では、屋敷に人体の像（大理石像や石膏像やブロンズ像など）を置いて普段から人体を観賞することを好む人々もいる。
なおボディペインティングでは、人体自体が芸術の一部であり、支持体、絵具をのせるキャンバスの役割も果たしている。

## 人文科学的・社会科学などの説明
コミュニケーション学
人間は、意識的であれ無意識的であれ、人体をコミュニケーションの媒体としても用いている。人体を用いた表現は、ボディランゲージと呼ばれている。
人間の性
人間においては、人体は性的魅力または性的興奮の対象となることがある。人体のパーツに固執するフェティシズムを持っている人もいる。

## 人体の器官の分類
| 見かけ上の分類 | 外側 | 外側 | 内側 |
| -------------- | --- | --- | --- |
| 見かけ上の分類 | - 頭部※ - 胴体、胴 - 背 - 胸 - 腹 - 腰 - 四肢 - 腕※ - 脚※ - 上肢 - 頭部※ - 背 - 胸 - 腹 - 腕※ - 下肢 - 腰 - 脚※                                     | - 頭部 - 首 - 頭 - 顔 - 目 - 耳 - 鼻 - 口 - 顎 - 腕 - 肩 - 上腕 - 肘 - 前腕 - 手 - 指 - 脚 - 腿 - 膝 - 脛 - 足 - 指                                                       | - 肝臓 - 心臓 - 肺臓 - 膵臓 - 腎臓 - 胃 - 小腸 - 大腸 - 膀胱 - 胆嚢 - 脳 - 副腎 - 脾臓 |
| 機能上の分類   | - 運動器 - 骨 - 軟骨 - 骨格筋 - 腱 - 靱帯 - 感覚器 - 目 - 耳 - 鼻 - 舌 - 皮膚 - 粘膜 - 筋紡錘 - 呼吸器 - 口 - 鼻 - 喉頭 - 咽頭 - 気管 - 気管支 - 肺 | - 循環器 - 心臓 - 脾臓 - 骨髄 - 血液 - 消化器 - 口 - 歯 - 喉頭 - 咽頭 - 食道 - 胃 - 小腸 - 大腸 - 肛門 - 消化腺 - 唾液腺 - 膵臓 - 肝臓 - 胆嚢 - 神経系 - 脳 - 脊髄 - 神経 | - 生殖器 - 乳房 - 卵巣 - 子宮 - 胎盤 - 膣 - 陰唇 - 陰核 - 陰茎 - 陰嚢 - 精巣 - 内分泌器 - 視床下部 - 下垂体 - 松果体 - 甲状腺 - 副甲状腺 - 副腎 - 卵巣 - 胎盤 - 精巣 - 泌尿器 - 腎臓 - 尿管 - 膀胱 - 尿道 |

## 組成
| 人体中の元素濃度 体重70kgのヒトの体内存在量 |         |
| 成分                                        | 重量    |
| 酸素                                        | 45.5 kg |
| 炭素                                        | 12.6 kg |
| 水素                                        | 7 kg    |
| 窒素                                        | 2.1 kg  |
| カルシウム                                  | 1.05 kg |
| リン                                        | 0.7 kg  |
| イオウ                                      | 175g    |
| カリウム                                    | 140g    |
| ナトリウム                                  | 105g    |
| 塩素                                        | 105g    |
| マグネシウム                                | 35g     |
| 鉄                                          | 6g      |
| フッ素                                      | 3g      |
| ケイ素                                      | 2g      |
| 亜鉛                                        | 2g      |
| ストロンチウム                              | 320 mg  |
| ルビジウム                                  | 320 mg  |
| 臭素                                        | 200 mg  |
| 鉛                                          | 120 mg  |
| マンガン                                    | 100 mg  |
| 銅                                          | 80 mg   |
| アルミニウム                                | 60 mg   |
| カドミウム                                  | 50 mg   |
| スズ                                        | 20 mg   |
| バリウム                                    | 17 mg   |
| 水銀                                        | 13 mg   |
| セレン                                      | 12 mg   |
| ヨウ素                                      | 11 mg   |
| モリブデン                                  | 10 mg   |
| ニッケル                                    | 10 mg   |
| ホウ素                                      | 10 mg   |
| クロム                                      | 2 mg    |
| ヒ素                                        | 2 mg    |
| コバルト                                    | 1.5 mg  |
| バナジウム                                  | 0.2 mg  |

## 関連書籍
- 堺章『新訂 目でみるからだのメカニズム』医学書院、2000、ISBN 4-260-33095-0
- 遠藤秀紀『人体 失敗の進化史』光文社、2006、 ISBN 4-334-03358-X
- 養老孟司『からだを読む』筑摩書房、2002、ISBN 4-480-05963-6
- 安田峯生『ラングマン人体発生学 第9版』メディカル・サイエンス・インターナショナル、2006、 ISBN 4-89592-428-9
- 桜井弘『金属は人体になぜ必要か―なければ困る銅・クロム・モリブデン』講談社、1996、ISBN 4-06-257123-4
- 立花隆『人体再生』中央公論新社、2003、ISBN 4-12-204151-1
- Quark『男のからだ・女のからだ―人体スペシャルレポート2』講談社、1988、ISBN 4-06-132731-3
- バーナード・ルドフスキー『みっともない人体』鹿島出版会、1979、ISBN 4-306-04109-3
- 布施英利『体の記憶』光文社、2006、ISBN 4-334-78436-4
- ブルトマン『人体にとって光とは何か』日経サイエンス、1983、ISBN 4-532-06429-5
- ロバート・ウィンストン『スーパーヒューマン―人体に潜む驚異のパワー』清流出版、2004、ISBN 4-86029-081-X
- 川村則行『自己治癒力を高める―人体の驚くべき潜在能力』講談社、1998、ISBN 4-06-257230-3
- グレゴリー・ストック『それでもヒトは人体を改変する』早川書房、2003、ISBN 4-15-208538-X
- 久保田 博南『電気システムとしての人体―からだから電気がでる不思議』講談社、2001、ISBN 4-06-257338-5
- 渡辺武『漢方が救う人体危機―西洋医学一辺倒からの脱出』立風書房、1997、ISBN 4-651-70075-6
- デイヴィッド・グッドセル『人体の分子の驚異―身体のモーター・マシン・メッセージ』青土社、2002、ISBN 4-7917-5983-4
- 山本三毅夫『ウイルスVS.人体』講談社1997、ISBN 4-06-149370-1
- 青木 皐『人体常在菌のはなし―美人は菌でつくられる』集英社、2004、ISBN 4-08-720257-7
- 湯浅泰雄、田中朱美、春木豊、人体科学会『科学とスピリチュアリティの時代―身体・気・スピリチュアリティ』ビイングネットプレス、2005、ISBN 4-434-05959-9
- メアリー・ローチ『死体はみんな生きている』NHK出版、2005、ISBN 4-14-081012-2
- ジャック・ハム、島田 照代『人体のデッサン技法』嶋田出版、1987、ISBN 4-7679-8503-X
- エイト企画『人体のプロポーションとメカニズム』エルテ出版、1992、ISBN 4-87199-030-3
- 通商産業省工業技術院生命工学工業技術研究所『設計のための人体計測マニュアル』人間生活工学研究センター1994、ISBN 4-88922-086-0